# 마차코스

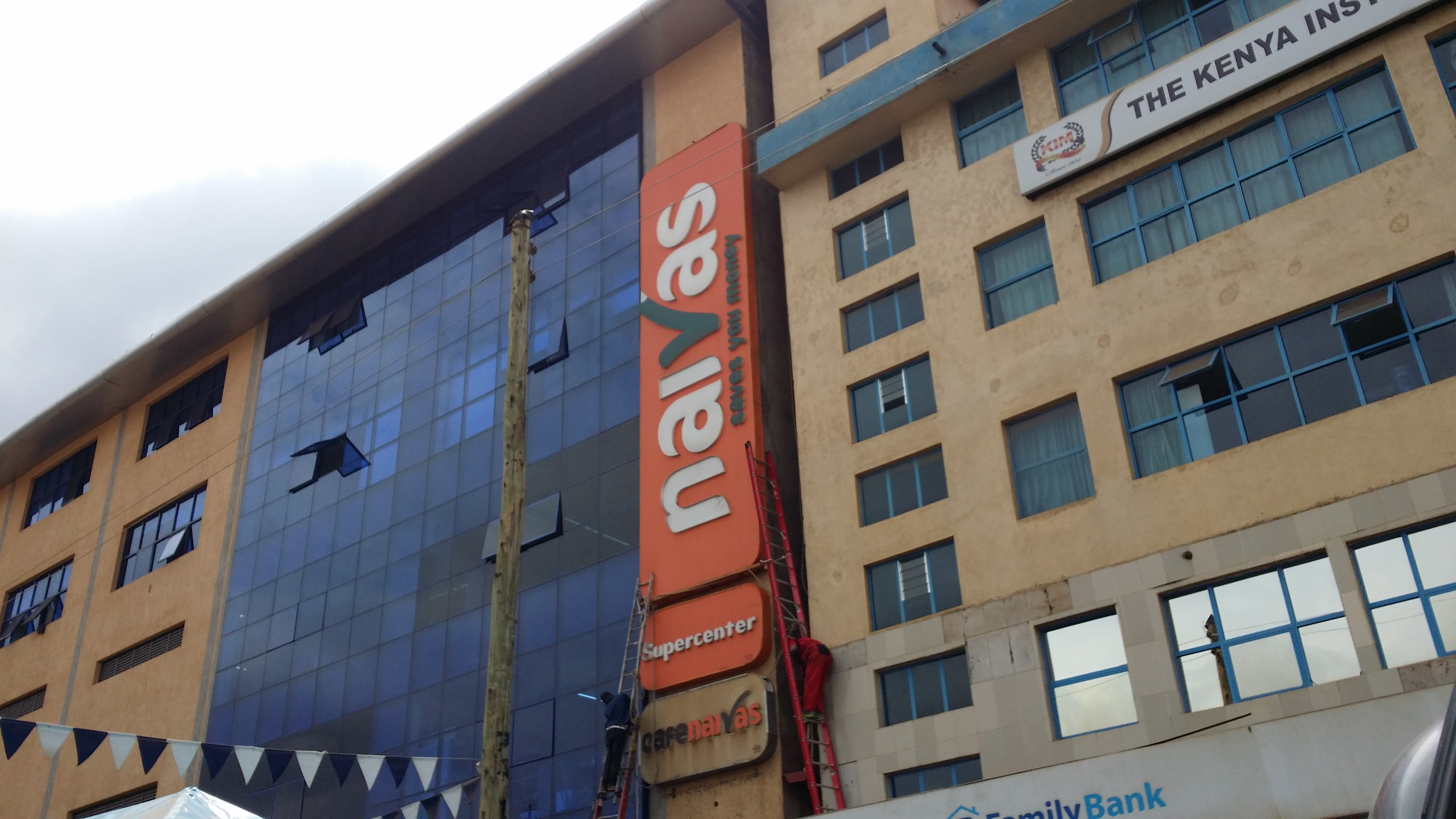

마차코스(Machakos)는 케냐의 도시로, 수도 나이로비에서 남동쪽으로 64km 정도 떨어진 곳에 위치한다. 행정 구역상으로는 동부 주 마차코스 구에 속하며 인구는 192,117명(2009년 기준)이다.
영국령 동아프리카 시절 케냐의 첫 번째 수도였던 곳이다.